# Blaudeix
Blaudeix é uma comuna francesa na região administrativa da Nova Aquitânia, no departamento de Creuse. Estende-se por uma área de 6,9 km². Em 2010 a comuna tinha 103 habitantes (densidade: 14,9 hab./km²).